# Teatr Pantomimy w Lublinie
Teatr Pantomimy w Lublinie – powstał w 1982 roku w Lublinie. 
Początkowo (1982–1992) zespół funkcjonował przy Zakładowym Domu Kultury FSC w Lublinie. Z tego okresu pochodzą spektakle: 
- "Kaprys" (1986);
- "Obrazy" (1987);
- "Kuszenie" (1988);
- "Faust" (1989);
- "Image" (1990).

Jest laureatem wielu nagród i wyróżnień na ogólnopolskich festiwalach, m.in. 
- "Złoty Mim '86/'87";
- "Złoty Róg Myśliwski Króla Jana '89/ '90";
- "Złota Misa Borowiny w Biesiadzie Teatralnej w Horyńcu - Zdroju '89/ '90/ 91;
- Spotkaniach Teatrów Wizji i Ruchu w Lubaczowie' 87/ '88/ '89.

Od 1997 roku działa przy Centrum Kultury.  W tym czasie zrealizował następujące spektakle: 
- „Ecce Homo” (1999),
- „Tchnienie” (2000),
- „Pompeje” (2001),
- „Memento” (2002),
- „Żywioły” (2004),
- „Xięga Bałwochwalcza” (2005)

oraz miniatury pantomimiczne:
- „Mieszczanie z Calais”,
- „Burłacy”,
- „Oblicza” (2002 – 2003).

Teatr Pantomimy współpracuje z teatrami z Litwy, z którymi wymienia doświadczeń i organizuje warsztaty teatralne: (Wojdaty’2001, Wilno’2002, Ejszyszki,’2003 i ‘2004).